# Возвращение домой (телесериал)
«Возвращение домой» (англ. Homecoming) — американский веб-сериал в жанре психологического триллера, созданный Илаем Горовицем и Микой Блумбергом. Его премьера состоялась 2 ноября 2018 года на Amazon Video. Режиссёром всех серий первого сезона стал Сэм Эсмейл, а в главных ролях снялись Джулия Робертс, Бобби Канавале, Стефан Джеймс, Ши Уигхэм, Алекс Карповски и Сисси Спейсек.
Режиссёром второго сезона сериала выступил Кайл Патрик Альварес, а главные роли сыграли Жанель Монэ, Крис Купер и Джоан Кьюсак. Стефан Джеймс и Хонг Чау вернулись к своим ролям из первого сезона. Премьера второго сезона состоялась 22 мая 2020 года.

## Сюжет
В 2018 году Хайди Бергман работает социальным работником в Центре поддержки «Возвращение домой», помогающем бывшим военнослужащим справиться с ПТСР и вернуться к нормальной гражданской жизни. Четыре года спустя Бергман трудится в кафе официанткой и совершенно ничего не помнит о предыдущем месте работы. После того, как чиновник из Министерства обороны США интересуется, почему она покинула «Возвращение домой», Бергман понимает, что её ввели в заблуждение относительно истинной цели данной программы.

## В ролях

### В главных ролях
- Джулия Робертс — Хайди Бергман (сезон 1), психолог, работающая в центре поддержки «Возвращение домой», куратор Уолтера Круза.
- Бобби Канавале — Колин Белфаст (сезон 1; приглашённый актёр — сезон 2), начальник Хайди.
- Стефан Джеймс — Уолтер Круз, молодой ветеран войны и клиент центра «Возвращение домой».
- Шей Уигем — Томас Карраско (сезон 1), чиновник из управления генерального инспектора Министерства обороны, расследующий деятельность центра «Возвращение домой».
- Алекс Карповски — Крейг Петросян (сезон 1; повторяющаяся роль — сезон 2), консультант по жизненным навыкам в центре «Возвращение домой».
- Сисси Спейсек — Эллен Бергман (сезон 1), мать Хайди.
- Жанель Монэ — Жаклин «Джеки» Калико / Алекс Истерн (сезон 2), женщина, которая приходит в себя в лодке и пытается установить свою личность.
- Хонг Чау — Одри Темпл (сезон 2; повторяющаяся роль — сезон 1), секретарша в компании Geist Emergent Group, которой принадлежит «Возвращение домой».
- Крис Купер — Леонард Гайст (сезон 2), владелец Geist Emergent Group.
- Джоан Кьюсак — Франсин Бунда (сезон 2), представительница Министерства обороны США, которая становится партнером Гайста после инцидента с «Возвращением домой».

### Второстепенный состав
- Айден Майери — Рейна, секретарша в центре «Возвращение домой» (сезон 1).
- Билл Стивенсон — Эйб (сезон 1).
- Сэм Марра — Джейвен (сезон 1).
- Жан-Батист, Мэрианн — Глория Мориссо, мать Уолтера (сезон 1).
- Джереми Аллен Уайт — Джозеф Шрайер, бывший солдат, служивший в одном отряде с Уолтером и находившийся с ним в центре «Возвращение домой» (сезон 1).
- Олден Рей — Морис (сезон 1).
- Генри Эстеве[англ.] — Эйбл (сезон 1).
- Фрэнки Шоу — Дара, официантка в кафе «У толстяка Моргана» (сезон 1).
- Брук Блум[англ.] — Памела «Пэм» Бэйли, начальница Карраско в министерстве обороны.
- Сидни Тамиа Пуатье — Лидия Белфаст, жена Колина (сезон 1).
- Дермот Малруни — Энтони, бойфренд Хайди (сезон 1).
- Маркус Хендерсон[англ.] — Энгел (сезон 1).
- Рафи Гаврон — Кори (сезон 1).
- Фрэн Кранц — Рон, босс Колина в Geist Emergent Group.
- Тайлер Риттер[англ.] — Лейн (сезон 2).

### Приглашённые актёры
- Кейтлин Лихи[англ.] — Кейт («Помощь»)
- Майкл Хайетт — Эвита, сестра Глории Мориссо («Игрушки»)
- Джон Биллингсли — Бадди («Люди»)

## Список серий

### Обзор сезонов
| Сезон | Серии | Серии | Даты показа   | Даты показа   |
| ----- | ----- | ----- | ------------- | ------------- |
| 1     | 10    | 10    | 2 ноября 2018 | 2 ноября 2018 |
| 2     | 7     | 7     | 22 мая 2020   | 22 мая 2020   |

### Сезон 1 (2018)
| № | Название                  | Режиссёр   | Автор сценария               | Дата премьеры |
| --- | ------------------------- | ---------- | ---------------------------- | ------------- |
| 1 | «Предписание» «Mandatory» | Сэм Эсмейл | Илай Горовиц и Мика Блумберг | 2 ноября 2018 |
| В начале 2018 года Уолтер Круз покидает армию, отслужив три срока, и оказывается в Центре поддержки «Возвращение домой», призванном помочь бывшим военнослужащим вернуться к полноценной жизни на гражданке. Его куратором становится Хайди Бергман, психолог и один из администраторов программы «Возвращение домой». Колин, требовательный босс Хайди, подталкивает её к тому, чтобы как можно скорее получить данные о военных, необходимые для доклада в минобороны. В 2022 году Хайди живёт со своей матерью и работает официанткой. К ней в кафе приходит Томас Карраско, чиновник из Министерства обороны, который сообщает, что на программу поступила жалоба, в которой утверждается, что одного клиента центра удерживали в клинике против воли и не разрешали вернуться домой. Когда Карраско упоминает имя Круза, Хайди утверждает, что не помнит его. |                           |            |                              |               |
| 2 | «Ананас» «Pineapple»      | Сэм Эсмейл | Илай Горовиц                 | 2 ноября 2018 |
| Уолтер тщательно следует установленному распорядку дня, в том числе ежедневно принимает лекарства. Его друг-скептик Джозеф Шрайер, с которым он служил в одном отряде, подозревает, что бывшие военные находятся в центре совсем не для того, чтобы получить помощь. Шрайер также считает, что центр вовсе не находится в Тампе, Флорида, как им было сказано, ведь перед приездом сюда они приземлились не в обычном аэропорту, а на военной авиабазе. После того, как на ужин им очередной раз подают десерт из ананасов, Шрайер заявляет Уолтеру, что их хотят заставить думать, что они во Флориде, а затем устраивает истерику в столовой. В 2022 году Томас звонит матери Уолтера Глории Мориссо, которая не хочет сотрудничать, но крайне удивляется, когда узнает, что Хайди не помнит Уолтера. Томас сообщает начальнице о своих выводах. |                           |            |                              |               |
| 3 | «Видимость» «Optics»      | Сэм Эсмейл | Дэви Уинер                   | 2 ноября 2018 |
| В 2018 году Шрайер убеждает Уолтера покинуть центр. На угнанном минивэне они часами катаются по безлюдным окрестностям, пока не попадают в центр пустого и неосвещенного города. Оказывается, что здесь расположена коммуна пенсионеров. Шрайера отчисляют из центра. Колин хочет, чтобы Уолтер также ушёл, но Хайди удается убедить его, что ценность их программы будет выше, если Уолтер добьется успеха после того, как в начале совершил дисциплинарный проступок. В 2022 году Хайди встречается со своим бывшим бойфрендом Энтони, который напоминает, как её преданность карьере и постоянно звонившему боссу привели к разрыву их отношений. Энтони потрясен, что Хайди не помнит Колина. При просмотре архивных записей Томас узнаёт, что Уолтер и Хайди покинули «Возвращение» в один и тот же день, 15 мая 2018 года: Уолтер был отчислен за насилие, а Хайди была госпитализирована. |                           |            |                              |               |
| 4 | «Рэдвуд» «Redwood»        | Сэм Эсмейл | Мика Блумберг                | 2 ноября 2018 |
| В 2018 году Уолтер переживает по поводу исключения Шрайера и видит, как уборщик собирает его вещи, включая губную гармонику, принадлежавшую Лески, который также служил в их отряде. Хайди добывает гармошку для Уолтера, который рассказывает, что Лески подорвался на самодельном взрывном устройстве после того, как Уолтер пересадил его на другой автомобиль. Уолтер говорит по видеосвязи со своей матерью Глорией, которая обеспокоена поведением сына. В 2022 году Томас отправляется в штаб-квартиру Geist Group, которая управляет «Возвращением», и разговаривает с Колином, который утверждает, что ничего не знает ни о центре, ни о Хайди Бергман. Хайди шокирована, узнав от матери, что она была госпитализирована, и понимает, что у неё значительные провалы в памяти. В своём старом телефоне она обнаруживает многочисленные звонки Колина. Она набирает Колина, но тот вешает трубку, услышав её голос. |                           |            |                              |               |
| 5 | «Помощь» «Helping»        | Сэм Эсмейл | Ками Делавинь                | 2 ноября 2018 |
| В 2018 году Хайди сближается с Уолтером через серию взаимных розыгрышей. Уолтер в произвольном порядке раскладывает по столу Хайди ручки, степлер и другие предметы, которые она обычно аккуратно выравнивает параллельно друг другу, и приклеивает их к поверхности. Вместе с друзьями он также ловит и сажает в офис Хайди пеликана, крики которого они слышали снаружи во время сеансов. Колин узнаёт о том, что Хайди отдала Уолтеру губную гармошку и напоминает ей о миссии центра «Возвращения», которая заключается в лечении ПТСР с помощью лекарств, позволяющих устранить пагубные реакции на травмирующие воспоминания. Колин объясняет, что гармошка будет провоцировать воспоминания и эмоции, которые они пытаются стереть. В 2022 году Томас находит Шрайера, который демонстрирует признаки умственной деградации. Шрайер говорит, что он предупреждал Уолтера о Хайди и о том, что она всё знает. Колин направляется в Тампу, чтобы попытаться запугать Хайди, но испытывает шок и облегчение, когда она не узнаёт его. Он замечает визитку Томаса, оставленную в банке на барной стойке. |                           |            |                              |               |
| 6 | «Игрушки» «Toys»          | Сэм Эсмейл | Шеннон Хьюстон               | 2 ноября 2018 |
| В 2018 году после двух недель отсутствия Уолтера его мать Глория Мориссо обращается в Министерство по делам ветеранов США, где узнаёт, что центром «Возвращение» управляет подрядчик, частная компания Geist Emergent Group. Глория уверена, что у Geist, известного производителя бытовых чистящих средств, есть скрытые мотивы. Она едет в Тампу и убеждает сына уйти из программы. Уолтер изначально соглашается отправиться домой с Глорией, но затем признаётся Хайди, что испытывает к ней чувства и решает остаться. Возвращаясь домой, Глория звонит на горячую линию Министерства обороны, притворяясь сотрудником «Возвращения», и подает анонимную жалобу на то, что Круза удерживают в центре против его воли. В 2022 году Колин следует за Хайди в прачечную и флиртует с ней. Он представляется Хантером, военным подрядчиком, который только что вернулся из Кандагара (Афганистан) и обнаружил, что жена разводится с ним. Он приглашает её на свидание, и они проводят ночь вместе. Хайди признаётся Колину, что сделала что-то плохое, но не знает, что именно. |                           |            |                              |               |
| 7 | «Тест» «Test»             | Сэм Эсмейл | Эрик Симонсон                | 2 ноября 2018 |
| В 2018 году, на пятой неделе лечения, Хайди испытывает крайнее удивление, когда Уолтер внезапно не может вспомнить одну из своих шуток про сиквел «Титаника», с помощью которой он, Шрайер и Лески разыграли солдата из их отряда. Он также не помнит о смерти Лески, о которой подробно рассказывал на прошлой неделе. Хайди сообщает Колину, что лекарства стерли воспоминания Уолтера, но её босс считает, что программа действует эффективно, и Уолтер скоро сможет вернуться на службу. Он также проясняет истинную цель центра — не возвращение солдат к гражданской жизни, а продление их долговечности и длительное использование в военных действиях. В 2022 году Томас получает от Глории аудиозаписи сессий с Уолтером, которые ей ранее отправила Хайди. Хайди сообщает «Хантеру», что ей нужно вернуться в Тампу и найти Колина, и он вызывается сопровождать её. |                           |            |                              |               |
| 8 | «Протокол» «Protocol»     | Сэм Эсмейл | Илай Горовиц                 | 2 ноября 2018 |
| В 2022 году начальник Томаса Пэм отчитывает его за то, что он напрасно тратит время на изучение деятельности возвращения на родину. Он вламывается в помещения «Возвращения», которые закрыты на ремонт. Тем временем Хайди и Колин осматривают соседнее офисное здание с такой же планировкой, которую она принимала за свое прежнее место работы. Хайди понимает, что никогда не была там раньше, и чувствует себя потерянной. Из окна другого здания Томас видит Хайди и Колина вместе. Внезапно Хайди слышит громкий крик пеликана, и к ней возвращаются воспоминания о Колине и своей работе. Томас нагоняет Хайди и Колина. Колин оскорбляет и унижает Томаса, называя его ничтожным и беспомощным, чем приводит в ярость Хайди, которая толкает Колина в фонтан. Томас отвозит Хайди домой. |                           |            |                              |               |
| 9 | «Работа» «Work»           | Сэм Эсмейл | Мика Блумберг                | 2 ноября 2018 |
| В 2022 году Хайди пытается разобраться в том, какую роль она играла в «Возвращении домой». Томас передает жалобу генеральному инспектору Министерства обороны США, но Пэм звонит в компанию Geist. В 2018 году на шестой неделе занятий Хайди расстроена, когда Уолтер радостно говорит о своем возвращении на военную службу и надеется, что он воссоединится с Шрайером (которого отправили в психиатрическую больницу) и Лески (воспоминания о смерти которого исчезли из его памяти). Хайди приглашает Уолтера на обед в кафетерии и ест вместе с ним ньокки, которые содержат препараты, стирающие память. |                           |            |                              |               |
| 10 | «Остановка» «Stop»        | Сэм Эсмейл | Илай Горовиц и Мика Блумберг | 2 ноября 2018 |
| В 2018 году Хайди уничтожает записи своих сеансов с солдатами (за исключением Уолтера) и покидает «Возвращение». Из-за дополнительной порции еды с лекарствами Уолтер становится временно нетрудоспособным, а Хайди теряет память. Крэйг подделывает записи в личных делах, в которых теперь утверждается, что Уолтера отправили домой за грубые проступки, а Хайди была госпитализирована. В 2022 году секретарша Geist Одри становится новым начальником Колина вместо уволенного Рона. Она расспрашивает Колина о его конфликте с Томасом и требует взять на себя вину за произошедшее. Хайди едет в городок Фиш-Кэмп (Калифорния), до которого Уолтер в 17 лет добрался во время путешествия в Йосемитский национальный парк. В закусочной она встречает Уолтера, и они разговаривают. Она видит, что он живет счастливо, и, видимо, не помнит её. Однако сразу после того, как он уходит, Хайди смотрит на столовые приборы и видит, что Уолтер переместил вилку в сторону от ножа и ложки, как он делал это с другими предметами в её кабинете. В сцене после титров Колин подписывает документы и берёт на себя себя вину. После того, как он выходит из конференц-зала, Одри втирает в запястья наркотик, удаляющий память. |                           |            |                              |               |

### Сезон 2 (2020)
| № общий | № в сезоне | Название             | Режиссёр             | Автор сценария               | Дата премьеры |
| --- | ---------- | -------------------- | -------------------- | ---------------------------- | ------------- |
| 11 | 1          | «Люди» «People»      | Кайл Патрик Альварес | Илай Горовиц и Мика Блумберг | 22 мая 2020   |
| Женщина приходит в сознание на гребной лодке, не помня, как туда попала. На берегу она видит мужчину, который убегает после просьбы о помощи. В кататоническом состоянии она выходит на дорогу, где её замечает рейнджер парка Донна. На находящейся при женщине удостоверении министерства по делам ветеранов указано имя Джеки, ветерана. Рейнджер отвозит Джеки в больницу. Доктор видит синяк на сгибе руки и считает, что она употребляет героин, но Джеки сбегает из больницы до того, как её успевают задержать. Бадди — пациент, с которым Джеки познакомилась в приемном покое, отвозит ее в бар «Кожура», салфетку из которого она нашла у себя в кармане куртки. В надежде прояснить ситуацию Джеки разговаривает с барменом, который подтверждает, что она действительно была в «Кожуре» с мужчиной. После изучения счета Джеки с Бадди отправляются в мотель. В номере мотеля они обнаруживают находит пустой флакон от лекарства производства Geist, а также деньги, кредитную карту и фотографию Джеки на военной службе. Джеки также обнаруживает, что её военную татуировку можно смыть. Бадди оглушает Джеки и забирает деньги. На ферме Леонард Гайст разрезает фрукт, из которого, возможно, производится препарат, стирающий память.                                                         |            |                      |                      |                              |               |
| 12 | 2          | «Великанша» «Giant»  | Кайл Патрик Альварес | Закари Вайгон                | 22 мая 2020   |
| В мотеле Джеки выключает автомобильную сигнализацию, используя брелок с ключами, который был в ее куртке. Изучив техпаспорт машины, она обнаруживает имя владельца — Алекс Истерн, которое также было указано на кредитной карте в номере. Джеки пробирается в дом Алекс в Окленде и видит там Одри Темпл компании Geist. Подслушав телефонный разговор, она узнает, что Одри и Алекс могут работать вместе. Она следует за машиной Одри до офиса Geist, где компания устраивает вечеринку по поводу перезапуска бренда. Джеки отводят в лабораторию, где проходит тестирование новых потребительских продуктов. Заподозрив неладное, она сбегает из группы и вырубает электрошокером лидера группы Крейга. Она продолжает шпионить по объекту. Проникнув в офис Одри, она находит пробирки с лекарствами для стирания памяти и свою фотографию. Одри пытается помешать Леонарду выступить на презентации Geist, но он все равно это делает и критикует компанию. Джеки и Одри встречаются, и Одри называет её «Алекс», после чего спрашивает, где Уолтер Круз. |            |                      |                      |                              |               |
| 13 | 3          | «Ранее» «Previously» | Кайл Патрик Альварес | Саара Карбинер и Эрика Росби | 22 мая 2020   |
| Во флэшбэках показано, как Алекс/Джеки убеждает женщину отказаться подачи от жалобы на сексуальное домогательство, которое происходит в её компании. Выясняется, что Алекс состоит в отношениях с Одри, которая из-за влияния Колина начинает чувствовать свою работу на Geist недооцененной. Она использует препарат, стирающий память, чтобы справиться с тревожностью. Оказывается, что Алекс помогла Одри заставить Колина взять вину на себя, когда Министерство обороны начало расследование программы «Возвращение домой». Одри рассказывает Леонарду Гайсту об этой программе, о которой он ничего не знал. Гайст увольняет Колина за эксперименты над ветеранами со стиранием памяти. В Фиш-Кэмпе после расставания с Хайди у Уолтера проявляются болезненные воспоминания. Он подозревает, что его память, возможно, пострадала не в результате операции на мозге. |            |                      |                      |                              |               |
| 14 | 4          | «Мыло» «Soap»        | Кайл Патрик Альварес | Кассалина Кисакай            | 22 мая 2020   |
| Одри принимает участие в следственном собрании Министерства обороны США и признаётся в нарушении протоколов. На заседании присутствует сотрудница Минобороны Франсин Бунда, которая позже звонит Одри и спрашивает, не могла бы она с Леонардом провести для неё экскурсию по объекту. Леонард решает прекратить производство роллеров для лекарств, стирающих память, в то время как Уолтер вскоре обнаруживает, что проходил лечение в Geist, но операцию ему не делали. Он становится агрессивным, когда узнаёт, что получение ответа от Geist о его лечении займет 8-12 недель. Леонард и Одри проводят экскурсию для Бунды; Леонард сообщает, что собирается прекратить использовать ягоды, и у Бунды это вызывает обеспокоенность, так как Пентагон хочет стать партнером Geist. Она считает, что программа отлично работает, так как ни у одного ветерана не возникало жалоб, и единственная проблема заключалась в протоколах. Бунда хочет возродить программу «Возвращение домой». Леонард отказывается, но Бунда информирует Одри, что будет отстаивает свою идею несмотря ни на что. Алекс и Одри обсуждают рождение их будущего ребенка. Одри получает информационный запрос от Уолтера, и Алекс решает помочь делу, притворившись «Джеки». Она вносит залог за Уолтера, чтобы забрать его из тюрьмы. |            |                      |                      |                              |               |
| 15 | 5          | «Метры» «Meters»     | Кайл Патрик Альварес | Эван Райт                    | 22 мая 2020   |
| Алекс, выдающая себя за «Джеки», освобождает Уолтера из тюрьмы под залог и якобы хочет провести его экспертную оценку. Одри обнаруживает, что Леонард нанял людей для уничтожения посадок ягод, и выдаёт ему судебное предписание, в котором говорится, что ягоды представляют собой «крайне важную военную технологию», которая принадлежит Министерству обороны США. Леонард отказывается сотрудничать и начинает выкапывать растения самостоятельно, хотя ему за это грозит тюрьма. Алекс и Уолтер идут в бар «Кожура» выпить, где она рассказывает о своем опыте возвращения домой из Сирии. Вскоре разговор переходит на тему лечения Уолтера. Алекс говорит Уолтеру, что он, вероятно, ударился головой и никакой операции не было. Она звонит Одри, чтобы сообщить ей, что Уолтер ничего не помнит о программе, в которой участвовал. Одри с помощью Бунды берет контроль над Geist и приказывает своим сотрудникам устроить приём. Алекс и Уолтер ссорятся, когда она рассказывает историю о своём сослуживце, который пытался найти ответы и в результате покончил с собой. Уолтер в гневе уходит из бара. Алекс покупает шприц и дыню, приступая к реализации своего плана. |            |                      |                      |                              |               |
| 16 | 6          | «Игла» «Needle»      | Кайл Патрик Альварес | Патрик Макманус              | 22 мая 2020   |
| Алекс, купив шприц, наполняет его лекарством из роллера Одри и планирует стереть Уолтеру память, тренируясь на дыне. Обнаружив, что дом Уолтера пустует, она звонит охране Geist и сообщает о возможном намерении Уолтера проникнуть в центр реабилитация. Вернувшись в мотель, Алекс застает Уолтера возле своего номера. Он извиняется и берёт её с собой на рыбалку, но во время поездки на озеро Уолтер вновь сомневается в намерениях Алекс, особенно после того, как ранее она вскользь назвала дальность стрельбы своего друга-снайпера в метрах, а не в ярдах. Уолтер конфликтует с Алекс и выясняется, что он проследил за ней после их ссоры до супермаркета и аптеки, куда она поехала на собственной машине, а Уолтеру в баре сказала, что якобы приехала на автобусе. Будучи разоблаченной, Алекс пытается убежать, но на берегу озера Уолтер догоняет её. Алекс рассказывает, что в Geist начали нервничать после того, как он начал задавать вопросы. Алекс пытается уколоть Уолтера шприцем, но он перехватывает её руку и вкалывает наркотик Алекс, которая затем спасается бегством на лодке. |            |                      |                      |                              |               |
| 17 | 7          | «Снова» «Again»      | Кайл Патрик Альварес | Илай Горовиц и Мика Блумберг | 22 мая 2020   |
| Уолтер смотрит на Алекс в лодке, а затем убегает, когда она после потери памяти пытается позвать на помощь. Уолтер едет в Geist и знакомится с Леонардом, от которого узнаёт о своем участие в программе «Возвращение домой». Уолтер убеждает Леонарда закончить начатое. В продолжении событий второй серии Одри приводит растерянную и раздраженную Алекс к себе в кабинет, где рассказывает ей обо всем, что произошло: Алекс собиралась убедить Уолтера отказаться от дела против Geist, но он напал на неё. Вскоре Леонард произносит пламенную речь, в которой критикует Бунду и Министерство обороны, но его заглушают музыкой. Бунда также произносит речь и объявляет Одри партнером Минобороны в проекте Geist. Алекс замечает Уолтера, развозящего напитки, и вскоре все участники вечеринки выпивают из кружек красную жидкость, которая оказывается препаратом для стирания памяти. Алекс не мешает Одри выпить, и Одри в ужасе смотрит на Леонарда, который машет её рукой, подтверждая свою причастность к процессу. Вскоре после этого Одри теряет сознание. Алекс и Уолтер разговаривают, он советует ей уходить, но она отвечает, что останется, потому что знает, каково это — просыпаться одной. Уолтер уезжает со списком пациентов программы «Возвращение домой».                           |            |                      |                      |                              |               |

## Производство

### Разработка
16 декабря 2016 года было объявлено, что компания Universal Cable Productions получила права на экранизацию подкаста Gimlet Media «Возвращение домой», и продюсер Сэм Эсмейл создаст на его основе телесериал. Исполнительными продюсерами нового шоу наряду с Эсмейлом были назначены Чед Гамильтон, Эли Хоровиц, Мика Блумберг, Алисия Ван Куверинг, Алекс Блумберг, Мэтт Либер и Крис Джилиберти. Сообщалось, что в борьбе за права на подкаст Universal удалось обойти ряд серьёзных конкурентов, в том числе Sony Pictures Television c Мишель Макларен; 20th Century Fox Television c Мэттом Ривзом и Майклом Де Лукой, а также TriStar Pictures c Джорджем Клуни и его компанией Smoke House Pictures, которые собирались снять художественный фильм.
19 июля 2017 года стриминговый сервис Amazon Video заказал два сезона сериала. Горовицу и Блумбергу было поручено написание сценария, Эсмейл занял кресло режиссёра. 20 июля 2018 года стало известно, что премьера сериала состоится 2 ноября 2018 года.
8 апреля 2020 года было объявлено, что премьера второго сезона состоится 22 мая 2020 года.

### Кастинг
5 июня 2017 года стало известно, что Джулия Робертс ведёт переговоры по поводу исполнения главной женской роли. 8 ноября 2017 года Стефан Джеймс получил главную мужскую роль. В том же месяце к актёрскому составу присоединился Бобби Каннавале, а 17 января 2018 года — Ши Уигхэм. В марте 2018 года место в основном актёрском составе досталось Алексу Карповски, а второстепенные роли получили Дермот Малруни, Хонг Чау, Джереми Аллен Уайт, Сидни Тамиа Пуатье, Мэрианн Жан-Батист, Брук Блум, Айден Майери, Джейкоб Питтс и Сисси Спейсек. В качестве приглашённой звезды был заявлен Фрэн Кранц.
16 января 2019 года стало известно о том, что Робертс не вернётся к роли Хайди Бергман во втором сезоне сериала, но сохранит за собой должность исполнительного продюсера.
23 июля 2019 года было объявлено, что главную роль во втором сезоне сыграет Жанель Монэ. В августе 2019 года стало известно, что Стефан Джеймс и Хонг Чау вернутся к своим ролям из первого сезона. В следующем месяце к основному составу присоединился Крис Купер.

### Маркетинг
29 июня 2018 года были опубликованы первые кадры из сериала и фото со съёмочной площадки. 20 июля 2018 года на фестивале Comic-Con в Сан-Диего был представлен первый тизер-трейлер сериала, а также постер. 8 сентября 2018 года был выпущен второй тизер. 13 сентября 2018 года появился первый официальный трейлер серии, а 22 октября 2018 года — второй трейлер.

### Премьера
Мировая премьера сериала состоялась 7 сентября 2018 года на 43-м Международном кинофестивале в Торонто (Канада). Первые четыре эпизода были показаны в рамках секции телевизионных программ Primetime. 25 октября 2018 года в кинотеатре Regency Bruin Theatre в Лос-Анджелесе, Калифорния, состоялась американская премьера сериала. На мероприятии присутствовали Сэм Эсмейл, Джулия Робертс, Стефан Джеймс, Дермот Малруни и Ши Уигхэм.

## Оценки критиков
Сериал получил высокие оценки критиков. На сайте-агрегаторе Rotten Tomatoes у «Возвращения домой» 98 % положительных рецензий со средней оценкой 8,26 из 10 на основе 92 отзывов. Критический консенсус сайта гласит: «„Возвращение домой“, впечатляющий дебют Джулии Робертс на малом экране, сочетает пугающую тайну с маниакальной чувствительностью, захватывает и не отпускает». На Metacritic сериал получил 83 балла из 100 на основе 35 рецензий, что свидетельствует о «всеобщем признании».

## Награды
| Год  | Премия                                      | Категория                                                                             | Номинант(ы)                                                                             | Результат | Источник      |
| ---- | ------------------------------------------- | ------------------------------------------------------------------------------------- | --------------------------------------------------------------------------------------- | --------- | ------------- |
| 2019 | Золотой глобус                              | Лучший телевизионный сериал — драма                                                   | «Возвращение домой»                                                                     | Номинация | [ 28 ]        |
| 2019 | Золотой глобус                              | Лучший актёр в телевизионном сериале — драма                                          | Стефан Джеймс                                                                           | Номинация | [ 28 ]        |
| 2019 | Золотой глобус                              | Лучшая актриса в телевизионном сериале — драма                                        | Джулия Робертс                                                                          | Номинация | [ 28 ]        |
| 2019 | Выбор телевизионных критиков                | Лучший драматический сериал                                                           | «Возвращение домой»                                                                     | Номинация | [ 29 ]        |
| 2019 | Выбор телевизионных критиков                | Лучшая женская роль в драматическом сериале                                           | Джулия Робертс                                                                          | Номинация | [ 29 ]        |
| 2019 | Выбор телевизионных критиков                | Лучшая мужская роль второго плана в драматическом сериале                             | Ши Уигхэм                                                                               | Номинация | [ 29 ]        |
| 2019 | Премия Американской ассоциации монтажёров   | Лучший монтаж сериала для некоммерческого телевидения                                 | Розанна Тэн (за «Рэдвуд»)                                                               | Номинация | [ 30 ]        |
| 2019 | Премия Гильдии художников-постановщиков США | Лучший художник-постановщик в сериале, снятом одной камерой (получасовой хронометраж) | Анастасия Кайт (за «Предписание»)                                                       | Номинация | [ 31 ]        |
| 2019 | Премия Гильдии сценаристов США              | Лучший сценарий нового сериала                                                        | Мика Блумберг, Ками Делавинь, Илай Горовиц, Шэннон Хьюстон, Эрик Симонсон и Дэвид Уинер | Номинация | [ 32 ]        |
| 2019 | Премия «Спутник»                            | Лучший телевизионный сериал — драма                                                   | «Возвращение домой»                                                                     | Победа    | [ 33 ] [ 34 ] |
| 2019 | Премия «Спутник»                            | Лучшая актриса в телевизионном сериале — драма                                        | Джулия Робертс                                                                          | Победа    | [ 33 ] [ 34 ] |
| 2019 | Премия «Спутник»                            | Лучшая актриса в мини-сериале или телевизионном фильме                                | Джулия Робертс                                                                          | Номинация | [ 33 ] [ 34 ] |